# Charchigné
Charchigné est une commune française, située dans le département de la Mayenne en région Pays de la Loire, peuplée de 455 habitants.
La commune fait partie de la province historique du Maine, et se situe dans le Bas-Maine dans le pays de Passais.

## Géographie
| Lassay-les-Châteaux           | Chevaigné-du-Maine | Chevaigné-du-Maine   |
| Lassay-les-Châteaux, Le Horps | Charchigné         | Javron-les-Chapelles |
| Le Horps                      | Le Ribay           | Le Ham               |

### Climat
Pour des articles plus généraux, voir Climat des Pays de la Loire et Climat de la Mayenne.
En 2010, le climat de la commune est de type climat océanique altéré, selon une étude du CNRS s'appuyant sur une série de données couvrant la période 1971-2000. En 2020, Météo-France publie une typologie des climats de la France métropolitaine dans laquelle la commune est exposée à un climat océanique et est dans la région climatique  Moyenne vallée de la Loire, caractérisée par une bonne insolation (1 850 h/an) et un été peu pluvieux.
Pour la période 1971-2000, la température annuelle moyenne est de 10,3 °C, avec une amplitude thermique annuelle de 13,8 °C. Le cumul annuel moyen de précipitations est de 868 mm, avec 13,4 jours de précipitations en janvier et 7,7 jours en juillet. Pour la période 1991-2020, la température moyenne annuelle observée sur la station météorologique de Météo-France la plus proche, sur la commune du Horps à 5 km à vol d'oiseau, est de 11,1 °C et le cumul annuel moyen de précipitations est de 857,1 mm,. Pour l'avenir, les paramètres climatiques de la commune estimés pour 2050 selon différents scénarios d'émission de gaz à effet de serre sont consultables sur un site dédié publié par Météo-France en novembre 2022.

## Urbanisme

### Typologie
Au 1er janvier 2024, Charchigné est catégorisée commune rurale à habitat dispersé, selon la nouvelle grille communale de densité à sept niveaux définie par l'Insee en 2022.
Elle est située hors unité urbaine et hors attraction des villes,.

### Occupation des sols
L'occupation des sols de la commune, telle qu'elle ressort de la base de données européenne d’occupation biophysique des sols Corine Land Cover (CLC), est marquée par l'importance des territoires agricoles (99,2 % en 2018), une proportion identique à celle de 1990 (99,2 %). La répartition détaillée en 2018 est la suivante : 
terres arables (52,8 %), prairies (43,5 %), zones agricoles hétérogènes (2,8 %), forêts (0,8 %). L'évolution de l’occupation des sols de la commune et de ses infrastructures peut être observée sur les différentes représentations cartographiques du territoire : la carte de Cassini (XVIIIe siècle), la carte d'état-major (1820-1866) et les cartes ou photos aériennes de l'IGN pour la période actuelle (1950 à aujourd'hui).

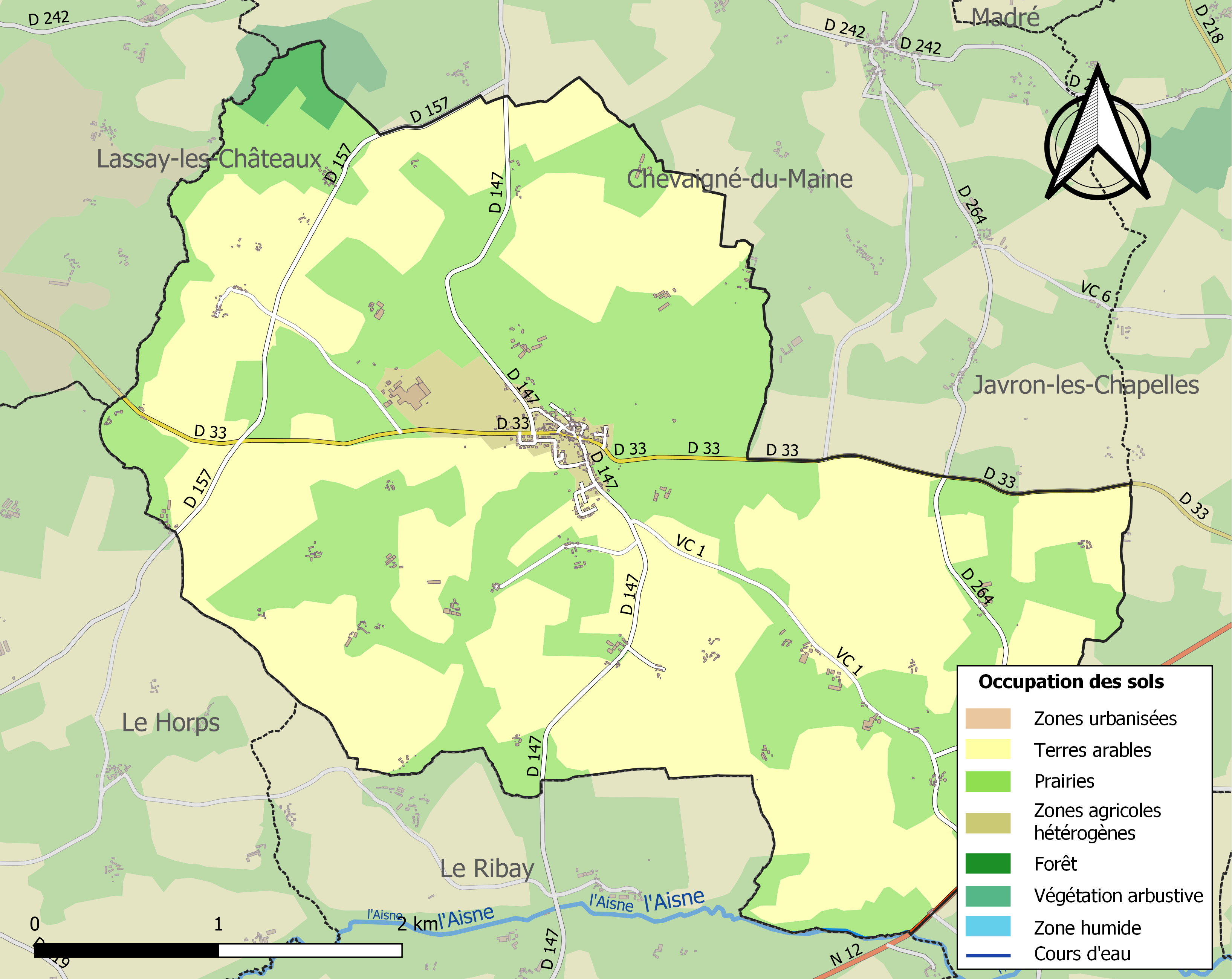
Carte des infrastructures et de l'occupation des sols de la commune en 2018 (CLC).

## Toponymie
Le gentilé est Charchignéen.
Le plus ancien toponyme connu serait Charcineio (1277-Parrochia de Charcineio), puis Carciniaco (1314-R. de Carciniaco), Charcigné (1401-Paroisse de Charcigné ; XVe siècle-Eccl. de Charcigné ; 1598 ; 1682-Eccl. de Charcigné), et enfin Charchigné (1508-Cure Saint-Pierre de Charchigné ; 1668-Eglise Saint-Pierre de Charchigné ; 1726-Saint-Étienne et Saint-Pierre de Charchigné)   .
On trouve aussi l'appellation Chevaigné en Lassay (1696) ou encore Charigné (1715-Carte cénom.).
Confusions possibles avec la commune de Sacé ou le lieu-dit Sarcigné (Saint-Loup-du-Gast) qui peuvent parfois avoir des toponymies similaires, comme Sarciniacus qui ferait référence à Sarcigné  .

## Histoire
Un cercueil non daté, en terre cuite et en ciment de forme voûtée dans lequel étaient deux squelettes est découvert en 1838,,.
La seigneurie de Charchigné semble toujours avoir appartenu aux seigneurs d'Hauteville (à ne pas confondre avec la maison de Hauteville avec laquelle il n'y a pas de preuve de liens). Quincé, Valoré, Hauteville, les Écherets, Couabault, Anglaines, la Celle, la Mazure et le Chalonge sont les premiers hameaux mentionnés de la paroisse .
En 1277, Hamelin Booul, écuyer, vend ses droits sur les dîmes de Charchigné.
En 1314, Robert de Charchigné, était originaire de la commune mais ne devait pas en être le seigneur Robertus de Carciniaco[Information douteuse].
Entre 1356 et 1364, les Anglais sont présents dans la région de Lassay.
Au XVIe siècle, la seigneurie de la "Cour du Ribay" possède de nombreux fiefs sur la paroisse de Charchigné: le Chemin (environs de la Herpinière), la Cheslière, le Chêne du Champ de l'Ecuyer (environs du Chef-du-Bois), Férard (le Grand-Aunay), Belleuger (le Grand-Aunay), la Couraudière, le Meslier, la Bachelière, le Haut-Quincé, le Bas-Quincé, la Herpinière, la Leverie, la Bigoltière. 
En novembre 1573 pendant les Guerres de Religion, des gens de guerre occupent le bourg.
En 1577, les seigneurs catholiques suivants demeurent sur la paroisse de Charchigné: Jacques de Moré seigneur de la Lorie, René Le Royer seigneur de la Rongère demeurant à la Lesmyère, François de Moré seigneur de la Blanchardière demeurant à Hauteville (commandant à Lassay pendant sa prise par les huguenots), et Gilles de Hauteville seigneur de Hauteville .
En 1683, création d'une école gratuite pour les enfants pauvres .

### Époque contemporaine
En 1789, pendant la Révolution, Jean-Baptiste Le Besneux, notaire et procureur-syndic, demande la suppression des maisons religieuses et la vente au profit de l'État des biens ecclésiastiques. Le château d'Hauteville est également pillé.
Le retable du maître-autel et le mobilier de l'église sont brûlés sur la place .
Vers le 12 juillet 1799, a lieu un engagement avec les chouans, lors duquel le capitaine Lahorie est blessé.
En août 1799, une compagnie de 32 hommes est commandée par le capitaine de la paroisse, Baguelin.
Vers 1800, un nouveau presbytère est construit .
En 1857 et 1860, reconstruction partielle de l'église; seuls le cœur et la chapelle Sainte-Anne datant du XVIIIe siècle sont conservés .
En 1875, l'ancien cimetière environnant l'église est transféré à son emplacement actuel route de Saint-Julien .

#### Première Guerre mondiale
À la fin du conflit, la commune de Charchigné déplore le décès de 30 hommes, pour une population totale de 675 habitants au début de la guerre, ce qui représente 8,9 % de la population masculine, soit environ 27 % de la génération 20-40 ans.

## Héraldique
| Blason de Charchigné | Blason  | Deux écus accolés : 1) d'argent à six tourteaux de gueules ordonnés 3, 2 et 1 ; 2) d'azur à deux épées hautes d'argent, garnies d'or et passées en sautoir ; au chef d'argent chargé de trois merlettes de sable. |
| Blason de Charchigné | Détails | Le statut officiel du blason reste à déterminer. |

## Politique et administration
Le conseil municipal est composé de onze membres dont le maire et trois adjoints.

## Population et société

### Démographie
L'évolution du nombre d'habitants est connue à travers les recensements de la population effectués dans la commune depuis 1793. Pour les communes de moins de 10 000 habitants, une enquête de recensement portant sur toute la population est réalisée tous les cinq ans, les populations de référence des années intermédiaires étant quant à elles estimées par interpolation ou extrapolation. Pour la commune, le premier recensement exhaustif entrant dans le cadre du nouveau dispositif a été réalisé en 2008.
En 2022, la commune comptait 455 habitants, en évolution de −8,08 % par rapport à 2016 (Mayenne : −0,73 %, France hors Mayotte : +2,11 %).
Charchigné a compté jusqu'à 1 007 habitants en 1841.
| 1793 | 1800 | 1806 | 1821 | 1831 | 1836 | 1841  | 1846 | 1851 |
| ---- | ---- | ---- | ---- | ---- | ---- | ----- | ---- | ---- |
| 910  | 717  | 860  | 925  | 915  | 991  | 1 007 | 998  | 960  |

| 1856 | 1861 | 1866 | 1872 | 1876 | 1881 | 1886 | 1891 | 1896 |
| ---- | ---- | ---- | ---- | ---- | ---- | ---- | ---- | ---- |
| 931  | 937  | 969  | 935  | 912  | 863  | 772  | 748  | 775  |

| 1901 | 1906 | 1911 | 1921 | 1926 | 1931 | 1936 | 1946 | 1954 |
| ---- | ---- | ---- | ---- | ---- | ---- | ---- | ---- | ---- |
| 748  | 731  | 675  | 589  | 556  | 558  | 546  | 502  | 467  |

| 1962 | 1968 | 1975 | 1982 | 1990 | 1999 | 2006 | 2008 | 2013 |
| ---- | ---- | ---- | ---- | ---- | ---- | ---- | ---- | ---- |
| 430  | 439  | 393  | 375  | 363  | 396  | 472  | 494  | 501  |

| 2018 | 2022 | - | - | - | - | - | - | - |
| ---- | ---- | - | - | - | - | - | - | - |
| 466  | 455  | - | - | - | - | - | - | - |

## Économie
La société fromagère de Charchigné (appartenant au groupe Lactalis) exploite depuis 1985 la plus grosse usine européenne de fabrication de l’emmental. À compter de 2019, cette dernière sera alimentée en chaleur par Agrimaine, une installation de méthanisation collectant les déchets d'une centaine d'exploitations d'élevage situées aux environs, financée en partie par le fonds environnement de Meridiam, et par du financement participatif sur Lendosphere et Wiseed. Les 113 agriculteurs sont regroupés dans le collectif AB2M pour participer aussi au financement, qui ne fait pas appel à de l'emprunt bancaire. La technologie employée est fournie par l'autrichien Biogest et l'exploitation sera assurée par Idex Environnement.

## Culture locale et patrimoine

### Lieux et monuments

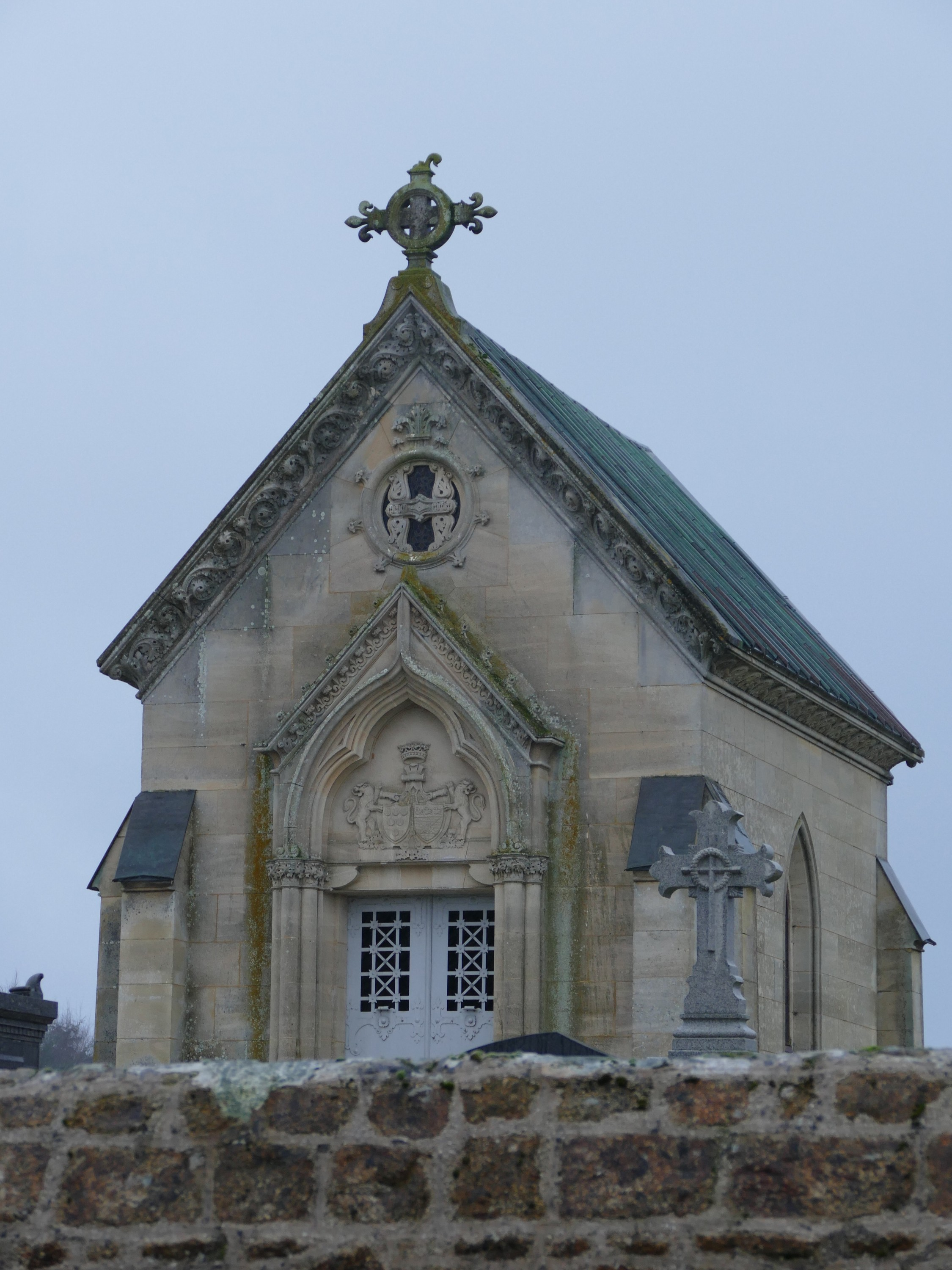
La chapelle d'Hauteville.

- Église Saint-Pierre-et-Saint-Paul[39] dont la chapelle Sainte-Anne (Autrefois chapelle Saint-Étienne)[40],[18].
- Le château de Hauteville du XVIIIe siècle, dont la plus grande partie des ruines est sur le territoire de Charchigné, les bâtiments nord se situant sur Chevaigné-du-Maine.
- La chapelle d'Hauteville, caveau familial du château, située dans le cimetière.
- Chapelle des Pas.
- L'ancien presbytère, aujourd'hui occupé par la mairie.
- L'ancienne mairie et école, aujourd'hui occupées par la bibliothèque municipale, route du Ribay.
- Ancienne fromagerie Lehagre (1927)

### Personnalités liées à la commune
- Isabelle d'Hauteville, dite "Madame la Cardinale", épouse du cardinal de Châtillon.
- Thebault, dit Brise-Bleu, lieutenant dans l'armée de Bourmont, reçut un fusil d'honneur en 1824[18].
- Charles Alexis du Hardas, marquis de Hauteville (1799-1873).
- Mélanie Françoise Prudhomme de la Boussinière, marquise de Hauteville (1805-1882).
- Émilie Gabrielle Marie de Pérusse des Cars (1844-1901). Propriétaire du château de Hauteville.
- Bertrand de Montesquiou-Fézensac (1837-1902). Propriétaire du château de Hauteville.
- Mathilde de Montesquiou-Fézensac (1883-1960), épouse du compositeur Charles-Marie Widor, propriétaire du château de Hauteville.

Galerie photographique
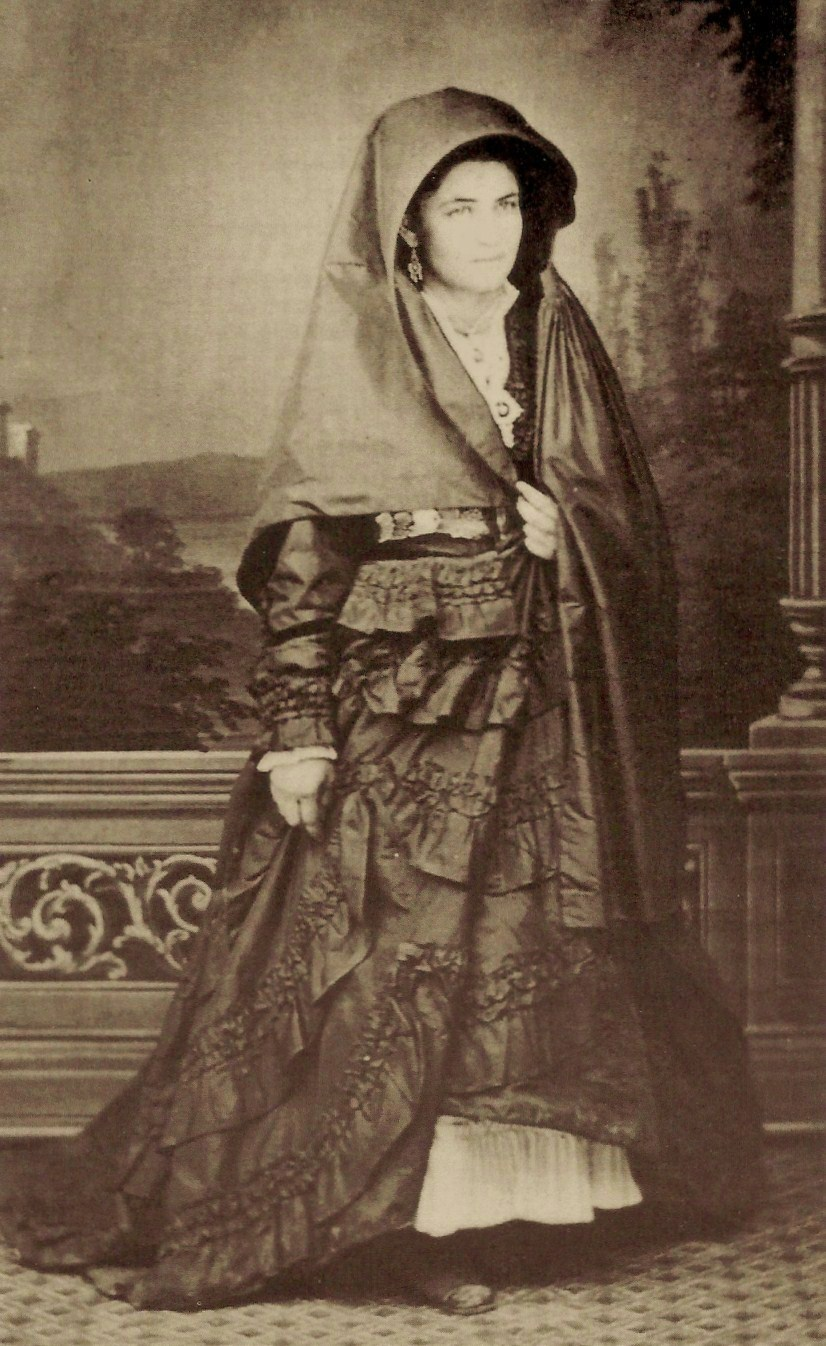
Mélanie Prudhomme de la Boussinière (1805-1882), marquise de Hauteville, vers 1860.
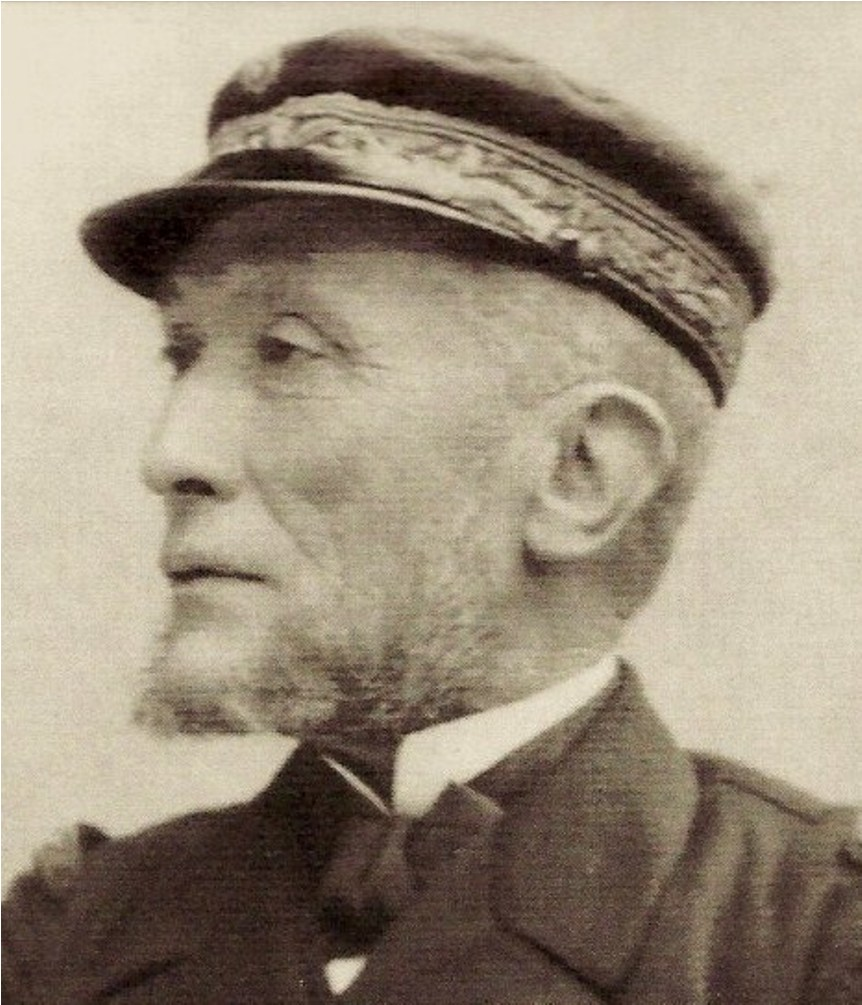
Le comte Bertrand de Montesquiou-Fézensac, officier de marine.
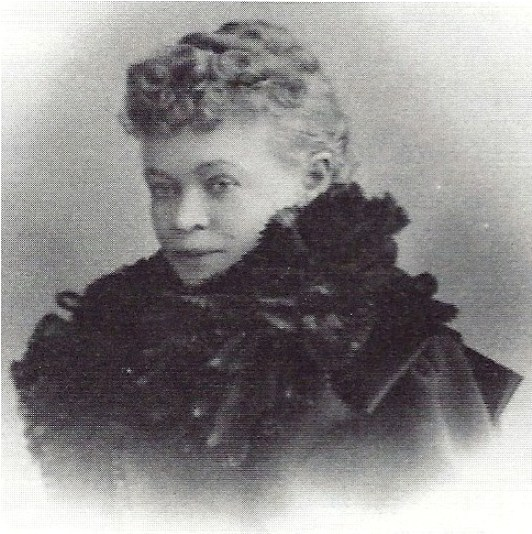
La comtesse Émilie de Pérusse des Cars, propriétaire du château de Hauteville.
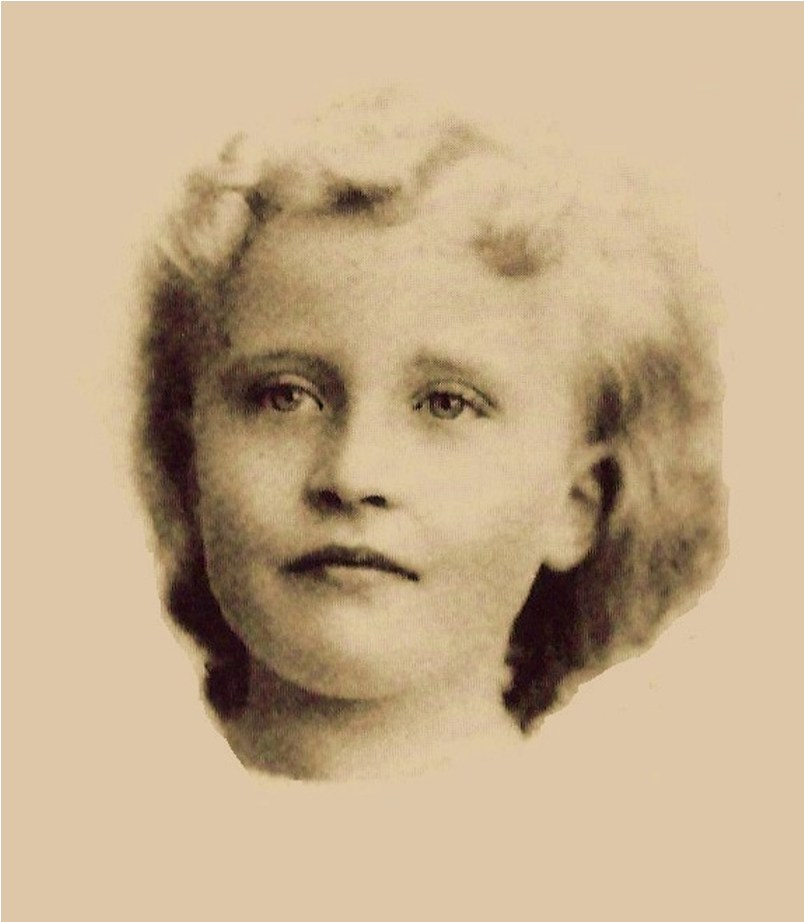
Mathilde de Montesquiou-Fézensac (1883-1960).